# Grudnjak
Grudnjak est un village de la municipalité de Zdenci (Comitat de Virovitica-Podravina) en Croatie. Au recensement de 2011, le village comptait 13 habitants.